# Château d'Acaya
Le château d'Acaya, est une forteresse bastionnée de l'époque du royaume de Naples. Il est situé dans le Salento, à 8 km de Lecce, dans le village d'Acaya, une frazione de la commune de Vernole, province de Lecce dans les Pouilles,.
Le château se dresse à l'endroit où se trouvait le petit village médiéval de Segine, propriété de la famille Acaya, centre qui a changé son nom en Acaya en 1535, du nom de la famille baronniale.

## Historique
En 1294, Charles II d'Anjou fit don de Segine (ancien nom d'Acaya) à Gervaso dell'Acaya, un courageux capitaine, dont la famille en fut propriétaire pendant trois siècles. En 1506, Alfonso di Acaya construisit la partie la plus ancienne du château ; son fils Giangiacomo le fit entourer de murs en 1535, fit fortifier le château avec des remparts, des bastions et des douves et donna au village un plan d'urbanisme. Après la mort de Giangiacomo en 1570, le fief d'Acaya passa aux autorités fiscales royales puis, en 1608, à Alessandro De Montibus qui le fortifia davantage par crainte des incursions turques.  
Vers la fin du XVIIe siècle, une fois éteinte la branche principale de la famille De Montibus, le fief revint à la Cour Royale qui en 1688 le vendit à la famille De Montibus-Sanfelice qui, la même année, vendit à la famille Vernazza. Heureusement, la famille Vernazza ne l'a pas modifié et il a ainsi traversé indemne la période baroque, en conservant sa structure typique d'une forteresse de la Renaissance. 
Le 23 septembre 1714, la citadelle fortifiée est attaquée et conquise pour la première fois par des pirates sarrasins. De Vernazza, il fut vendu à la famille Onofrio Scarciglia de Lecce puis à la famille Rugge. Finalement, il fut acheté par l'Administration Provinciale de Lecce. 

## Description

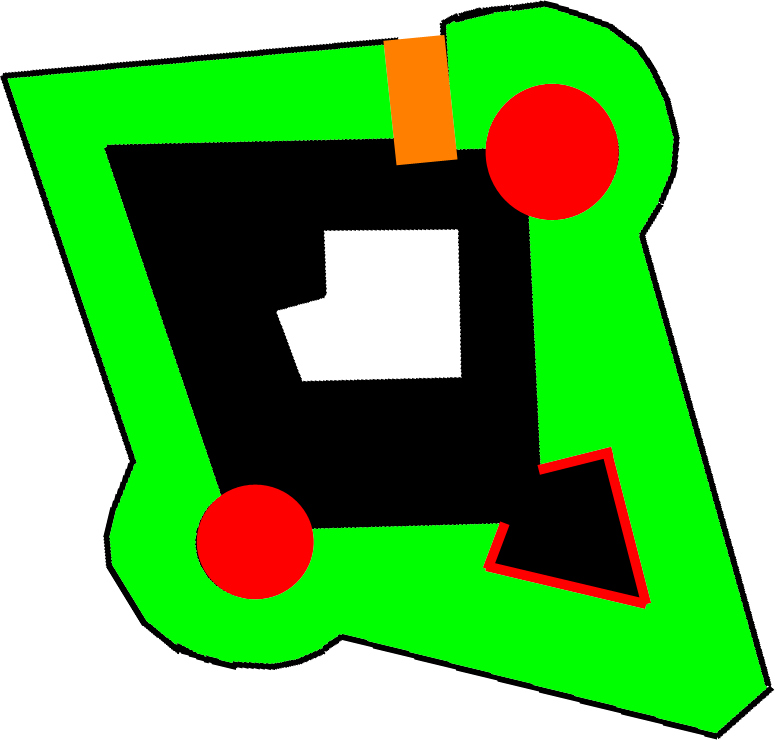
Le plan de la forteresse

La forteresse du XVIe siècle a suivi les exigences de l'époque dans le contexte de la fortification moderne. En effet, le bâtiment ressemble à un quadrilatère auquel sont attachés les bastions, de forme basse et robuste, propice à la défense/attaque contre les armes à feu. En particulier, dans les directions NW et SE, il y a deux éperons de forme triangulaire, qui, avec leur profil, étaient mieux adaptés pour dévier les éventuelles attaques d'armes à feu, tandis que sur les deux côtés opposés se trouvent en revanche de puissantes tours circulaires. Tous les bastions disposent de canonnières à tous les niveaux. L'édifice fut l'œuvre de l'architecte militaire Gian Giacomo dell'Acaya (it), fils d'Alphonse, pour le compte de Charles Quint. 

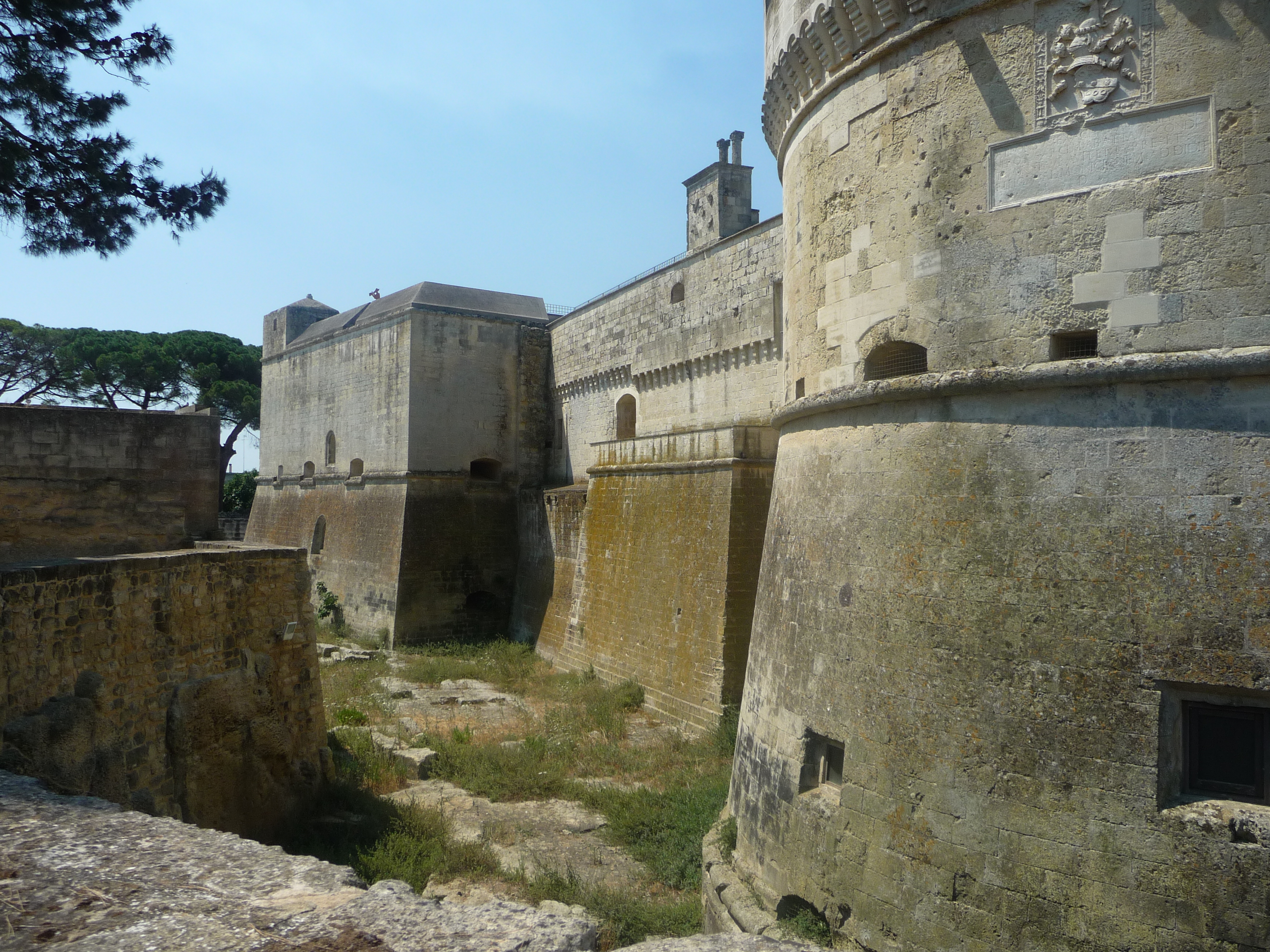
Les douves

Cette forteresse est parmi les plus innovantes et les mieux entretenues de tout le vice-royaume de Naples, en effet Dell'Acaya fut l'un des architectes militaires les plus célèbres du XVIe siècle. Au sommet sud-est de cette forteresse, il inséra un rempart en forme de lance, avec escarpement et défense et artilleurs sur deux niveaux, une défense rasante fut ici testée pour la première fois. Une épigraphe sur le bastion rappelle la fin des travaux en 1536. La famille Acaya s'occupa non seulement de la construction de la forteresse, mais aussi de la défense de toute la ville, en utilisant également les concepts militaires les plus modernes. l'architecture, comme les rideaux en retrait pour une meilleure défense. Le manoir avait une fonction contre les incursions turques, mais il vaut mieux ne pas exagérer cet aspect, en effet ce château aurait pu aussi avoir un rôle important dans le contrôle du territoire du Salento, pour le règne naissant de Charles Quint. Le château, cependant, n'avait pas seulement une fonction défensive, un exemple en est surtout la salle ennéagonale, de la tour NE enrichie de précieuses frises. L'ensemble du système est enrichi de diverses armoiries de la famille Acaya. 
Lors de la récente rénovation du château, des traces d'une construction médiévale ont émergé du côté nord de l'ancien manoir, révélées plus tard comme étant une petite église byzantine et en dessous des tombeaux qui avaient malheureusement déjà été violés. Lors des travaux de restauration, une fresque a également été retrouvée à l'intérieur d'une cavité. Il s'agit de la Dormitio Virginis datant de la seconde moitié du XIVe siècle et mesurant environ quatre mètres sur trois . La représentation, parfaitement conservée, représente les Apôtres témoins de la mort de la Vierge et Jésus récupérant son âme et la présentant au Père, selon la tradition iconographique qui fait référence aux Évangiles apocryphes. 

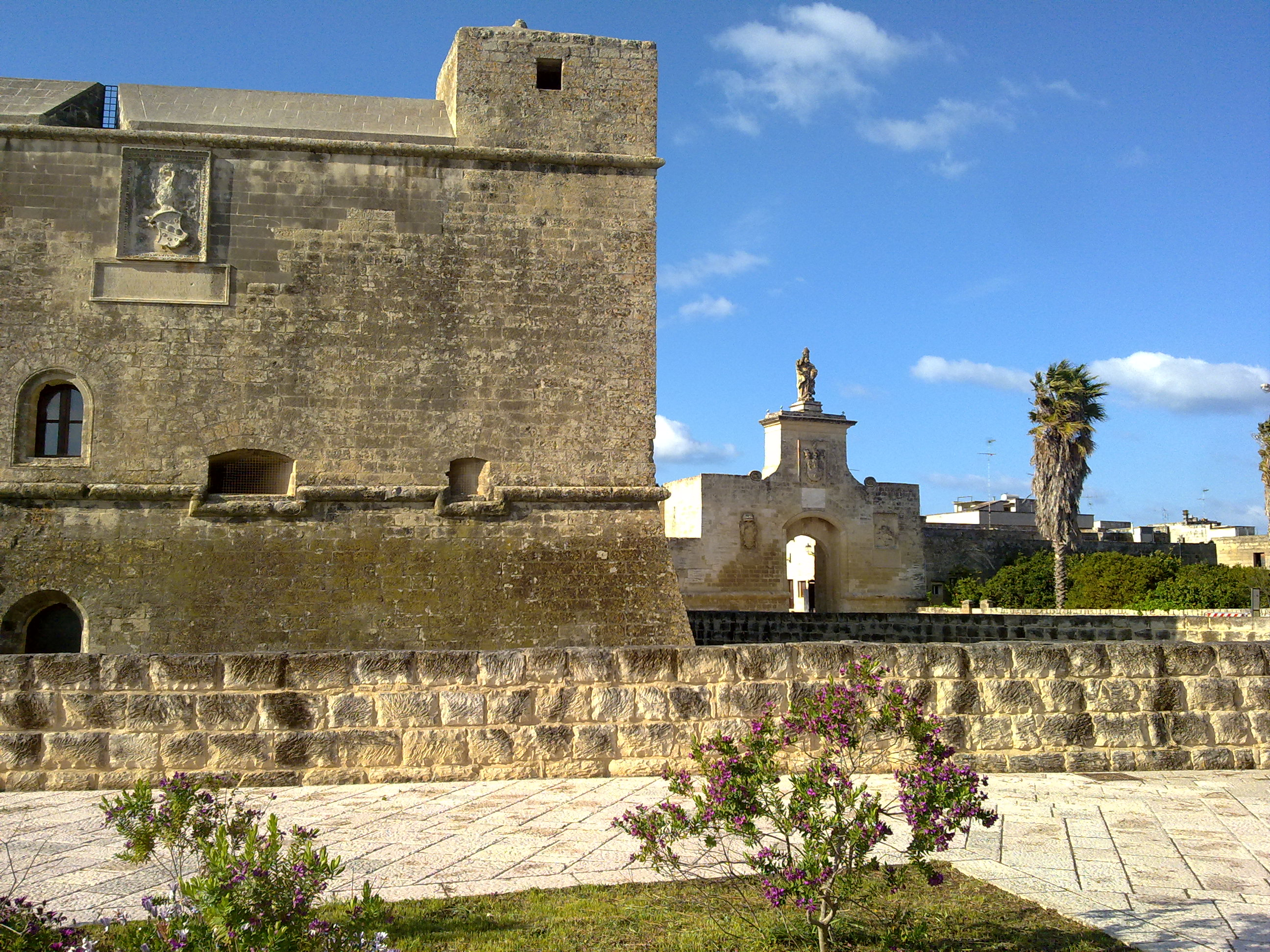

Le 25 janvier 2001, lors de fouilles à quelques mètres des murs, à proximité des écuries, une série de tombes, de charniers et de tunnels ont été mis au jour. Dans la première tombe ouverte se trouvaient côte à côte quatre crânes et autres ossements humains qui appartenaient probablement à des hommes âgés de 25 à 30 ans. Dans les espaces adjacents subsistent des os du bassin et des membres inférieurs d'une personne de très grande taille. Un élément intéressant qui est ressorti de l'inspection effectuée par les techniciens de la Surintendance de Bari dirigée par l'architecte Antonio Bramato est que les enterrements ont eu lieu en même temps. Ainsi, si d'autres sépultures collectives sont découvertes, il sera légitime de supposer qu'il s'agit de soldats tombés dans l'une des sanglantes batailles qui ont tourmenté la région, autrefois appelée Ségine, entre 1200 et 1300. À cet égard, des experts ont procédé à des prélèvements pour déterminer la date et les causes des décès.

## Galerie

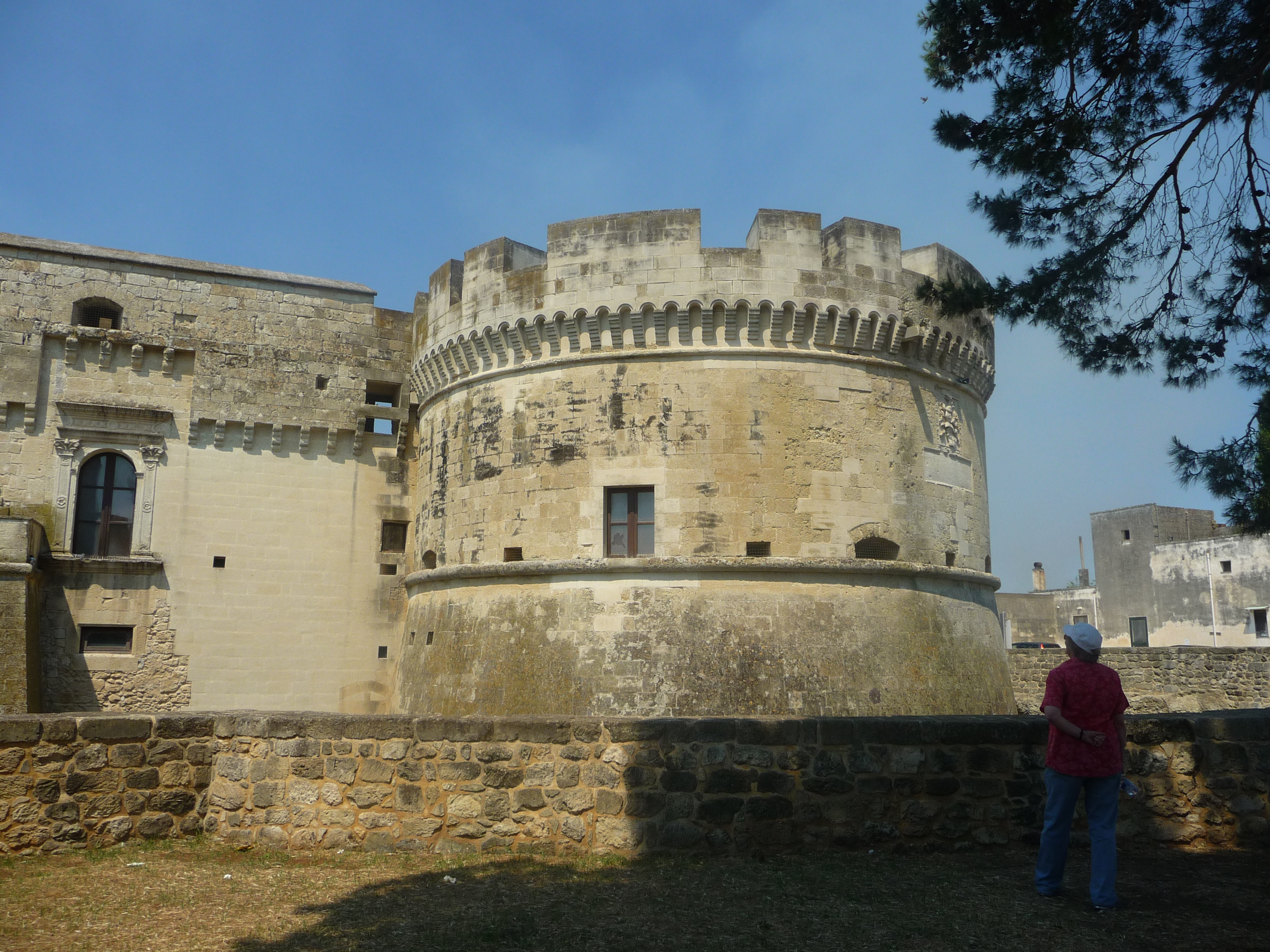
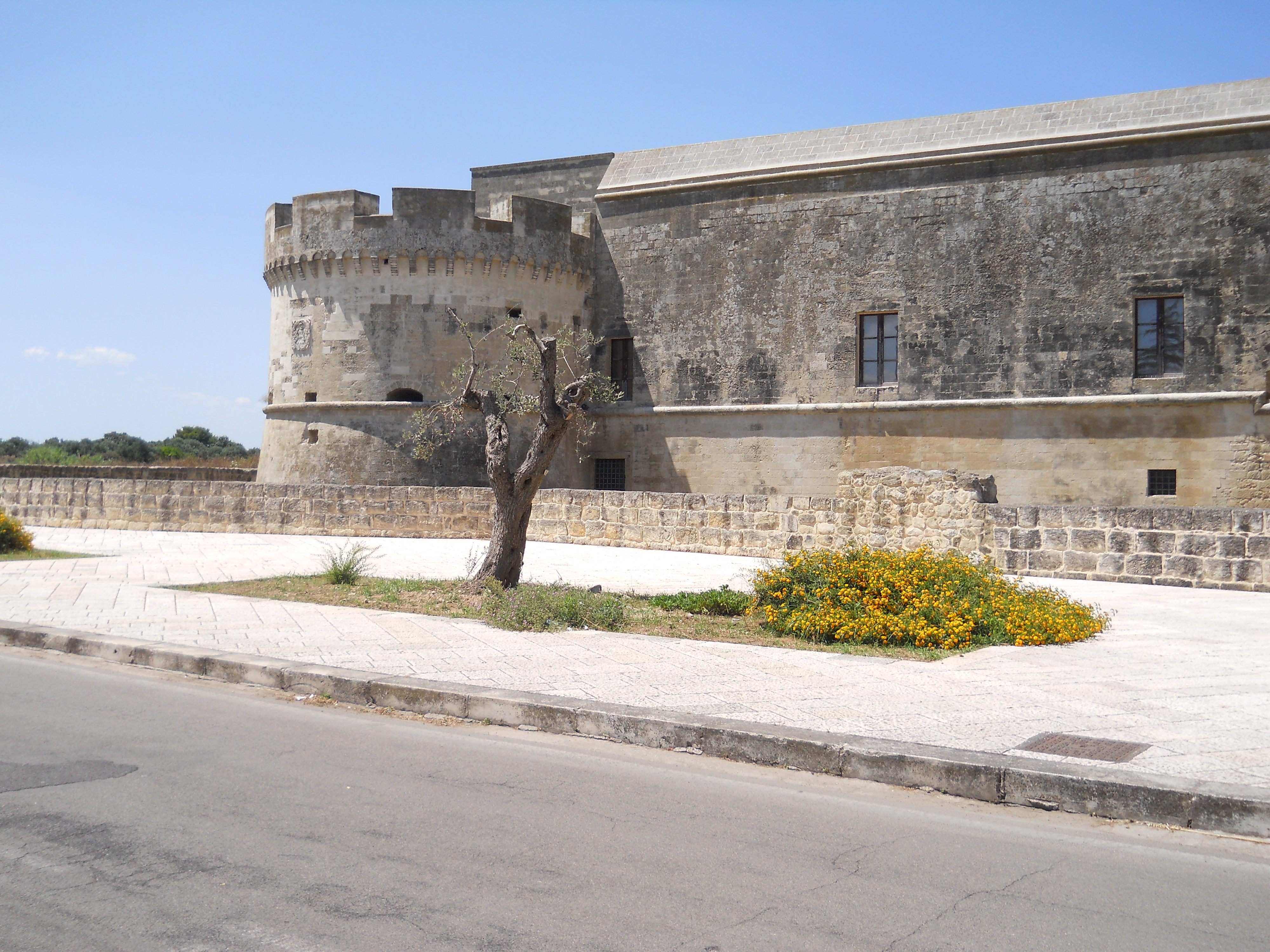